# Pierre Bajoc
Pierre Bajoc (né le 27 avril 1955 au Lamentin en Martinique) est un footballeur français qui évoluait au poste de défenseur.

## Biographie
Pierre Bajoc joue principalement en faveur du Paris Saint-Germain et de l'US Le Mans.
Il dispute 14 matchs en Division 1, et également un match en Division 2, avec le PSG.